# Velas de Scampia
Las velas de Scampia (en italiano: vele di Scampia) son un complejo residencial construido entre 1962 y 1975 en el barrio homónimo de Nápoles (Italia). Su nombre se debe a su forma triangular, que recuerda a la de una vela: cada edificio, ancho en su base, se va estrechando a medida que se sube hacia las plantas superiores.
El complejo fue diseñado por el arquitecto Francesco di Salvo y originalmente estaba compuesto por siete edificios sobre una superficie de 115 hectáreas. Sin embargo, el complejo y sus zonas comunes se convirtieron con el tiempo en lugares sórdidos, escenarios de actividades ilegales, y las propias velas se convirtieron en el símbolo de la degradación de este barrio de Nápoles. Cuatro de estos edificios fueron demolidos en 1997, 2000, 2003 y 2020; de los tres restantes, dos serán demolidos y el último será rehabilitado.

## Historia
Nacidas tras la Ley n.º 167 de 1962, las velas de Scampia formaban parte de un proyecto residencial optimista de amplias miras que también contemplaba un desarrollo en la zona este de la ciudad de Nápoles, en Ponticelli. Pese a todo, siguen siendo la obra realizada que mejor representa la utopía arquitectónica de su proyectista. La primera obra de Francesco di Salvo en el ámbito del diseño de viviendas públicas se remonta a 1945 con la construcción, en colaboración con otros arquitectos, del Rione Cesare Battisti en el barrio de Poggioreale, que representó en la época el paradigma de una «nueva manera de pensar» sobre las viviendas sociales. Tras años de continuas experimentaciones proyectuales, la Cassa del Mezzogiorno le confió el encargo de realizar en Scampia un gran complejo residencial.
Las velas fueron construidas entre 1962 y 1975 siguiendo un proyecto inspirado en el Existenzminimum, una corriente arquitectónica que sostenía que la unidad residencial del núcleo familiar individual se debía reducir al mínimo indispensable, por tanto, con unos gastos de construcción contenidos, pero con espacios comunes donde la colectividad se pudiera integrar. Di Salvo elaboró el proyecto inspirándose en los callejones del centro histórico de Nápoles que, según sus intenciones, debían de ser recreados en un condominio.
Inspirándose en los principios de la Unité d'Habitation de Le Corbusier, en las estructuras con forma de caballete propuestas por Kenzō Tange y, más en general, en los modelos macroestructurales, Francesco di Salvo articuló la configuración del complejo basándose en dos tipos de edificios: la «torre» y la «tienda». Este último tipo es el que le confiere su imagen predominante de velas y se caracteriza por la yuxtaposición en secciones de dos cuerpos laminares inclinados, separados entre sí por un gran hueco central atravesado por largas galerías suspendidas a una altura intermedia respecto a la de las viviendas. El proyecto también contemplaba la creación de centros comunitarios, espacios comunes, una zona de juegos para los niños y otras instalaciones colectivas, pero la fallida materialización de este «núcleo de socialización» fue una de las causas que contribuyeron al fracaso del complejo. El proyecto es similar —al menos en su forma con plantas que se estrechan— a los edificios diseñados en 1960 por André Minangoy para la Baie des Anges de Villeneuve-Loubet, en el sur de Francia, que han tenido un desarrollo muy diferente y obtenido un notable éxito. También hay edificios similares en la villa olímpica de Montreal (Canadá). Aunque por un lado los defensores del brutalismo sostienen que la calidad técnica y estética de las velas puede ser digna de aprecio, resulta innegable su «inhabitabilidad», en parte por razones ajenas a la arquitectura.

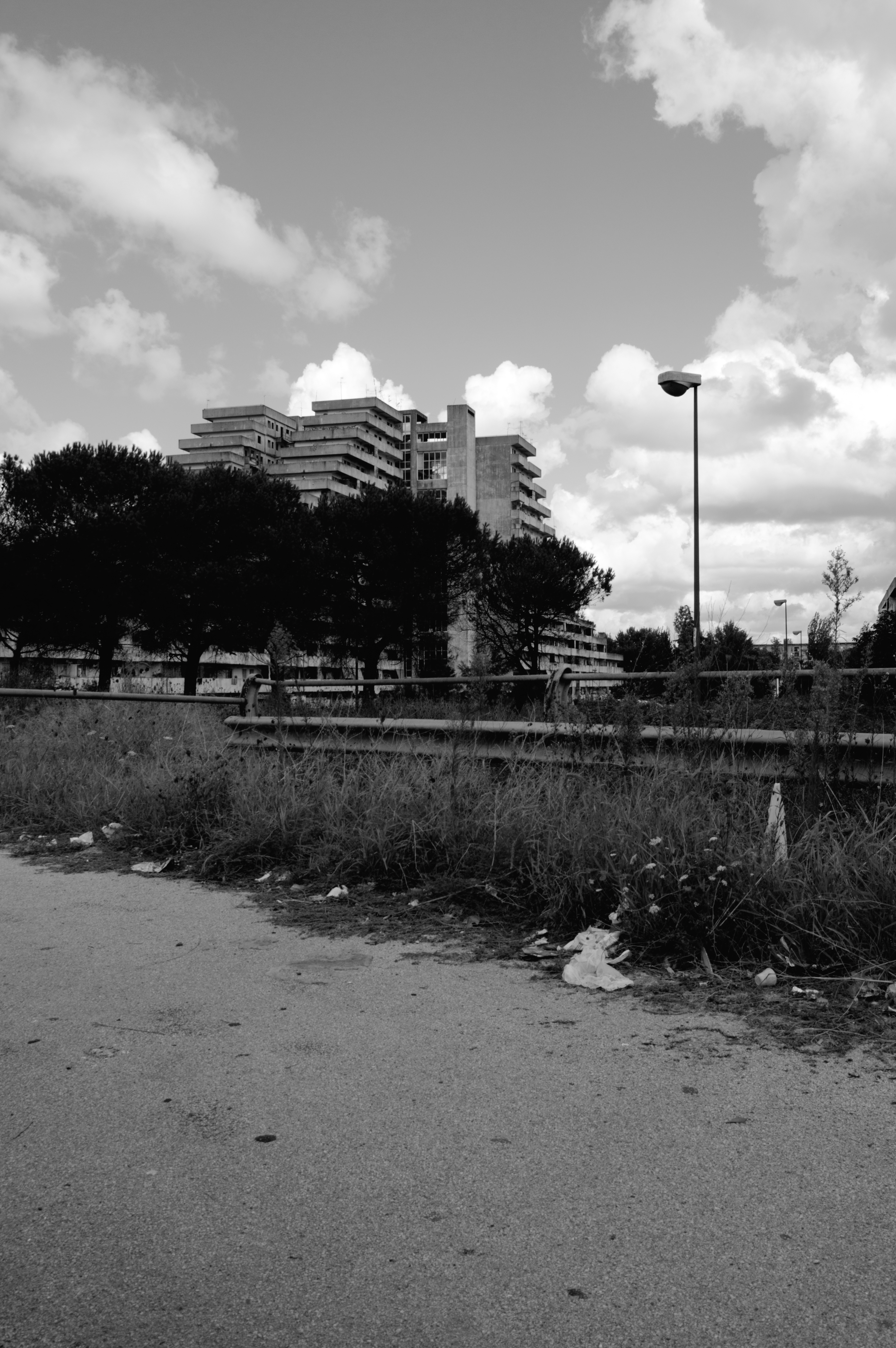
Imagen de una vela en 2015.

La zona en la que se construyeron las velas estaba compuesta por dos parcelas contiguas, separadas por una de las calles de la red vial. En la parcela M se construyeron cuatro velas, designadas alfabéticamente con las letras A, B, C y D. En la parcela L se construyeron las tres restantes, designadas con las letras F, G y H. A la clasificación alfabética se le añadió, para las velas que quedaban en pie después de 2003, una «cromática», de modo que cada vela es denominada en referencia a un color: «vela roja», «vela celeste», «vela amarilla» y «vela verde».
Las velas de Scampia se encuentran en un grave estado de degradación. La idea original contemplaba la construcción de grandes unidades residenciales donde centenares de familias habrían debido de integrarse y crear una comunidad, grandes arterias para el tráfico y zonas verdes entre las velas, una verdadera ciudad modelo, pero varias causas han llevado a que se convierta en lo que ha sido definido posteriormente como un «gueto». En primer lugar, el terremoto de Irpinia de 1980 hizo que muchas familias, que se habían quedado sin hogar, ocuparan, incluso ilegalmente, las viviendas de las velas. A este acontecimiento negativo se le unió la ausencia de guarniciones de las fuerzas de seguridad: la primera comisaría de la Polizia di Stato no se instaló hasta 1987, quince años después de la entrega de las primeras viviendas. Esta situación ha alejado paulatinamente a una parte de la población, dejando el campo libre a la delincuencia. Así, los jardines se han convertido en lugar de reunión de narcotraficantes, las avenidas en pistas de carreras clandestinas y los vestíbulos de los edificios en lugar de encuentro de ladrones y criminales.
Entre 1997 y 2003 se demolieron tres de los siete edificios iniciales, quedando en pie los cuatro restantes. La decisión de actuar ante la situación de intensa degradación fue tomada a finales de la década de 1980, apoyada por la población, que denunciaba el grave estado de las velas. La primera que cayó fue la vela F, demolida con excavadoras en agosto de 1998 después de un primer intento fallido con explosivos en diciembre de 1997 (en el que cayó solo una parte del edificio, dejando las plantas más altas prácticamente intactas y en equilibrio sobre los escombros de más abajo). La segunda fue la vela G, cuya demolición con explosivos fue llevada a cabo con éxito en febrero de 2000. Del mismo modo, la vela H, aunque fue excluida inicialmente de las demoliciones porque iba a ser rehabilitada y reutilizada, fue demolida en abril de 2003. Las dos primeras intervenciones fueron promovidas por la junta municipal dirigida por el alcalde Antonio Bassolino; y la tercera, por la junta presidida por Rosa Russo Iervolino.
El 29 de agosto de 2016, una decisión municipal propuso la demolición de tres velas y la rehabilitación de la cuarta, la vela celeste. El Ayuntamiento envió el proyecto al Gobierno nacional para obtener su aprobación para la asignación de los 18 millones de euros necesarios para ejecutar la intervención. El 3 de marzo de 2017, el alcalde Luigi de Magistris aprobó la asignación de los fondos necesarios para la demolición de tres de las cuatro velas que quedaban. En 2019, el Ayuntamiento lanzó la nueva fase de Restart Scampia, el proyecto de 27 millones de euros que contempla la demolición de tres velas, la renovación del barrio y la rehabilitación de la vela celeste, que albergará las oficinas de la ciudad metropolitana de Nápoles. El 20 de febrero de 2020 empezó la demolición de la vela verde, que concluyó en julio de ese mismo año.

### Derrumbe de la galería del 22 de julio de 2024
El 22 de julio de 2024, en torno a las 22:30, se derrumbó una galería exterior a la tercera planta de la vela celeste, causando la muerte de tres personas, once personas heridas y la evacuación de ochocientas personas. El suceso suscitó la atención de las autoridades y de la población, y la presidenta del Consejo de Ministros de Italia, Giorgia Meloni, expresó su condolencias en las redes sociales. El escritor y activista Roberto Saviano criticó duramente a las instituciones por la gestión de la situación de Scampia y por la insuficiente atención que han prestado a la problemática del barrio.

## Influencia cultural

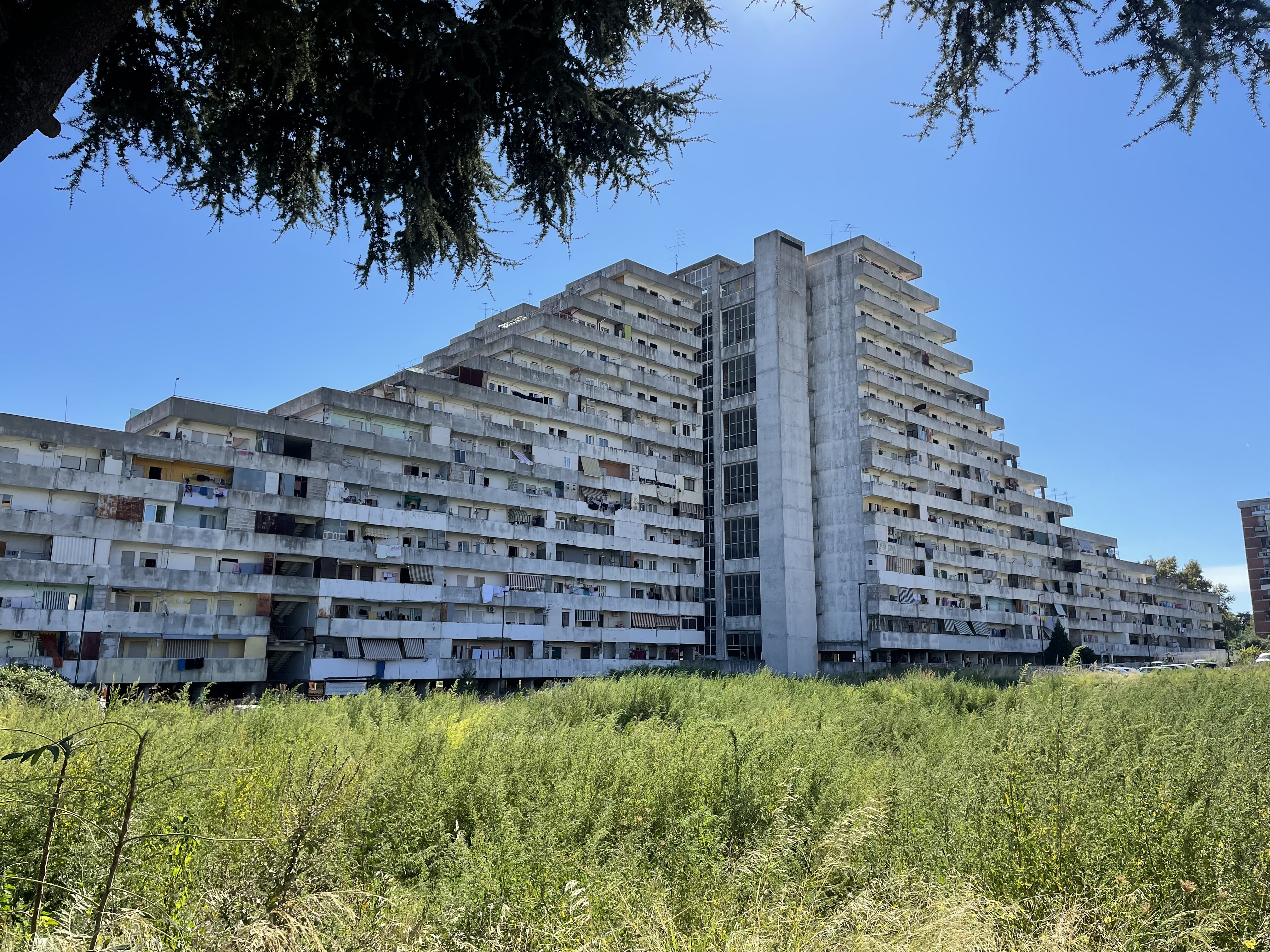
Una vela en 2022.

### Cine
La película Le occasioni di Rosa de 1981, dirigida por Salvatore Piscicelli, fue la primera ambientada en las velas de Scampia, que en ese momento todavía estaban íntegras, seguida por Diario napoletano de 1992, dirigida por Francesco Rosi.
La película Gomorra de Matteo Garrone fue rodada parcialmente en las velas, mostrando tanto el exterior como el interior de las viviendas y los pasillos entre los diferentes rellanos, con el objetivo de ofrecer al público la visión de una realidad social a menudo desconocida e ignorada. Los edificios también aparecen con frecuencia en la serie de televisión Gomorra. Algunas escenas de la película Ammore e malavita de 2017, dirigida por los hermanos Marco y Antonio Manetti, fueron grabadas en las velas.

### Ensayos
Las velas de Scampia son mencionadas en numerosos libros, incluidos algunos ensayos de Antonio Bassolino, Giorgio Bocca, Davide Cerullo y Roberto Saviano.